# Movistar CineDoc&Roll
Movistar CineDoc&Roll, anciennement Canal+ Xtra puis Movistar Xtra était une chaîne de télévision espagnole du groupe Telefónica.
La chaîne était spécialisée dans la diffusion de cinéma indépendant.
Une version pour séries, Canal+ Series Xtra, est lancée le 8 juillet 2015. Le 30 août 2018, elles sont renommées en même temps Movistar CineDoc&Roll et Movistar Seriesmania.

## Identité visuelle

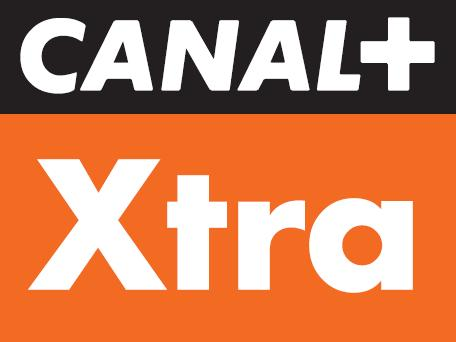
Logo de Canal+ Xtra du 15 septembre 2010 au 8 juillet 2015.
Logo de Movistar Xtra du 1er août 2016 au 30 août 2018.
Logo depuis le 30 août 2018 au 31 juillet 2021.